# Strahan
Strahan is een plaats in de Australische deelstaat Tasmanië, en telt 637 inwoners (2006).